# Џон Бонам
Џон Хенри „Бонзо“ Бонам (енгл. John Henry "Bonzo" Bonham; Редич, 31. мај 1948 — Виндзор, 25. септембар 1980) је био британски бубњар и члан британске рок групе Лед зепелин. Био је познат по виртуозној свирачкој техници и „осећају“ за ритам. Као члан групе Лед Зепелин, Бонам је постао један од најпоштованијих и најутицајнијих бубњара у историји рока.

## Смрт
Дана 24. септембра 1980. године, Џона Бонама је покупио асистент Лед зепелина Рекс Кинг како би се договорили за турнеју по САД, поново након три године. Током пута Бонам је замолио да стану за доручак, па је попио четири четвороструке вотке са сендвичем. Након што је узео залогај рекао је свом помоћнику: „Доручак“. Тада је наставио да пије све до доласка у студио. Ово се сазнало тек те вечери када се бенд одмарао у Пејџовој кући. Након поноћи, Бонам је заспао и однели су га у кревет. Причало се да је попио четрдесет чаша те вечери. Бенџи Лефевр, који је заменио менаџера Ричарда Кола, и Џон Пол Џонс нашли су га мртвог следећег јутра. Узрок смрти је од гушења у сопственој повраћки. Потоња аутопсија није пронашла присуство дрога у његовом телу. Алкохолизам који је мучио Бонама од његових првих дана у групи је на крају довео до његове смрти. Џон Бонам је кремиран 10. октобра 1980.
Упркос гласинама да ће га заменити Кози Пауел, Кармин Апис, Беримор Барлоу, Сајмон Кирк или Бев Беван, преостали чланови су распустили Лед зепелин након Бонамове смрти. У изјави коју су дали 4. децембра 1980. заувек су потврдили да група неће наставити без незаменљивог бубњара.